# Fußball-Europameisterschaft der Frauen 1991
Die Fußball-Europameisterschaft der Frauen 1991 (englisch: UEFA Women’s Championship) war die vierte Ausspielung der europäischen Kontinentalmeisterschaft im Frauenfußball und die erste unter diesem Namen. Sie fand vom 10. bis zum 14. Juli im reinen K.-o.-System in Dänemark statt. Alle 18 gemeldeten Nationalteams mussten durch die Qualifikation, denn der Gastgeber des Endrundenturniers wurde erst nach Abschluss aus dem Kreis der vier qualifizierten Teams kurzfristig festgelegt.
Titelverteidiger Deutschland gewann das Finale gegen Norwegen mit 3:1 und wurde erneut Europameister.
Die vier Endrundenteilnehmer und Schweden als bester Viertelfinal-Verlierer der Qualifikation qualifizierten sich für die erste Fußball-Weltmeisterschaft der Frauen 1991 in China.

## Qualifikation
Schließlich qualifizierten sich folgende vier Mannschaften für das Turnier:
- Dänemark
- Deutschland
- Italien
- Norwegen

## Spielorte
Die Spiele der Endrunde der Europameisterschaft wurden in drei Stadien in drei verschiedenen Städten Dänemarks ausgetragen.
| Aalborg |

| Frederikshavn |

| Hjørring |

| Aalborg |

| Frederikshavn |

| Hjørring |

## Modus
Die Spiele wurden im K.-o.-System ausgetragen. Die reguläre Spielzeit betrug 2 × 40 Minuten, die bei einem Remis verlängert wurde.

## Finalrunde

### Halbfinale
|                                        |   |             |                      |
| 10. Juli 1991 um 19:00 Uhr in Hjørring |   |             |                      |
| Dänemark                               | – | Norwegen    | 0:0 n. V., 7:8 i. E. |
| 11. Juli 1991 in Frederikshavn         |   |             |                      |
| Italien                                | – | Deutschland | 0:3 (0:1)            |

Die Tore für Deutschland erzielten Heidi Mohr (30. und 58. Minute) sowie Sissy Raith (60. Minute). Das Spiel wurde vom Luxemburger Schiedsrichter Philippi geleitet.

### Spiel um Platz 3
|                                       |   |         |                      |
| 14. Juli 1991 um 12:15 Uhr in Aalborg |   |         |                      |
| Dänemark                              | – | Italien | 2:1 n. V. (1:1, 1:0) |

Helle Jensen brachte Dänemark nach 22 Minuten in Führung. Den Ausgleich erzielte Silvia Fiorini in der 68. Minute. Der Siegtreffer fiel in der 85. Minute durch ein Eigentor von Maura Furlotti.

### Finale
|                          |   |          |                      |
| 14. Juli 1991 in Aalborg |   |          |                      |
| BR Deutschland           | – | Norwegen | 3:1 n. V. (1:1, 0:0) |

Birthe Hegstad brachte Norwegen in der 54. Minute in Führung. Acht Minuten später erzielte Heidi Mohr den Ausgleichstreffer. In der Verlängerung sorgten erneut Mohr (83.) sowie Silvia Neid (86.) für die Entscheidung zugunsten des Titelverteidigers.

## Schiedsrichter
- Lube Spassov (Halbfinale 1)
- Roger Philippi (Halbfinale 2)
- Raul Garcia de Loza (Spiel um Platz 3)
- Jim McCluskey (Finale)